# Auriac-l’Église
Auriac-l’Église ist eine französische Gemeinde mit 142 Einwohnern (Stand: 1. Januar 2022) im Département Cantal in der Region Auvergne-Rhône-Alpes. Sie gehört zum Arrondissement Saint-Flour und zum Kanton Saint-Flour-1.

## Lage
Nachbargemeinden sind Laurie im Nordwesten, Saint-Étienne-sur-Blesle im Norden, Blesle im Nordosten, Massiac im Osten, Molompize im Süden, Charmensac im Südwesten und Molèdes im Westen.
Der Fluss Sianne durchquert das Gemeindegebiet.

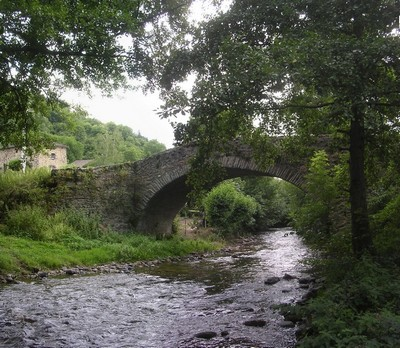
Die Sianne bei Auriac-l’Église

## Bevölkerungsentwicklung
| Jahr                       | 1962 | 1968 | 1975 | 1982 | 1990 | 1999 | 2008 | 2015 |
| -------------------------- | ---- | ---- | ---- | ---- | ---- | ---- | ---- | ---- |
| Einwohner                  | 436  | 364  | 293  | 251  | 229  | 209  | 201  | 163  |
| Quellen: Cassini und INSEE |      |      |      |      |      |      |      |      |

## Sehenswürdigkeiten
- Kirche Saint-Nicolas, seit 1988 ein Monument historique

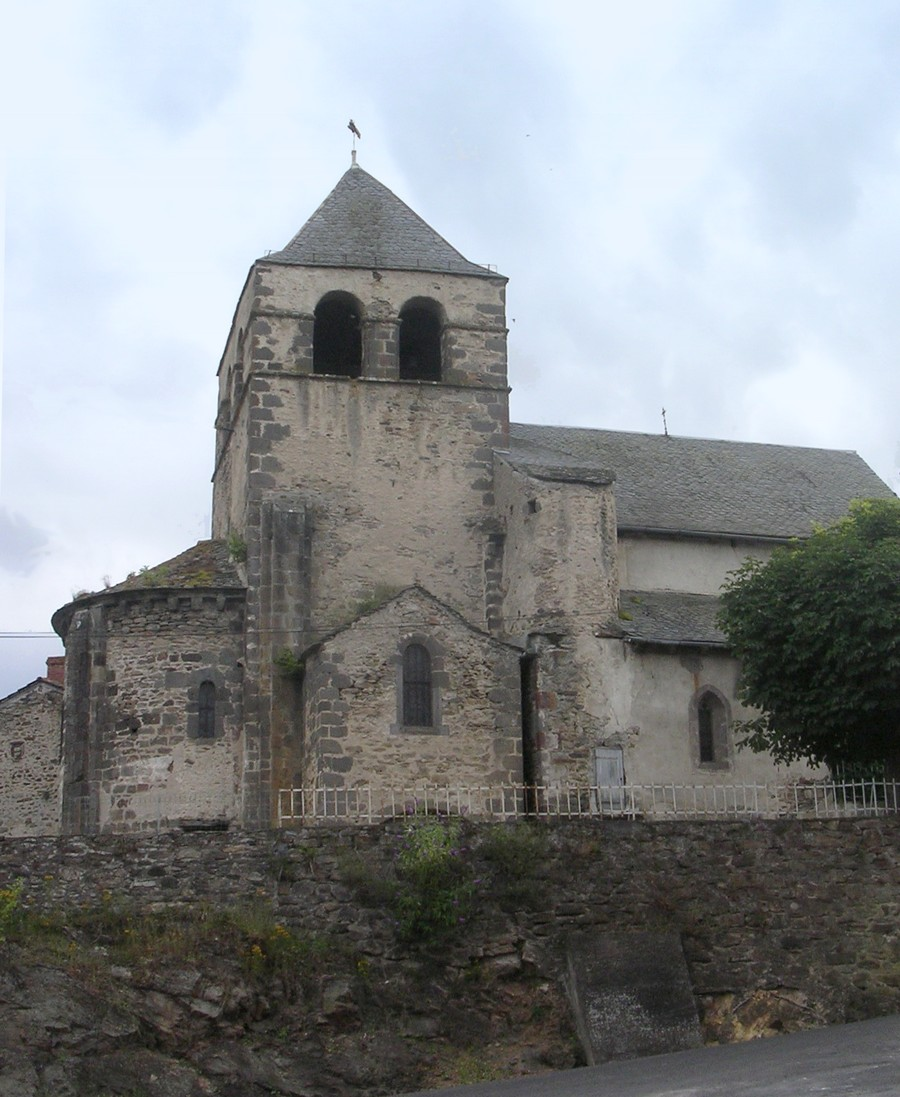
Kirche Saint-Nicolas